# Галерея Умберто I

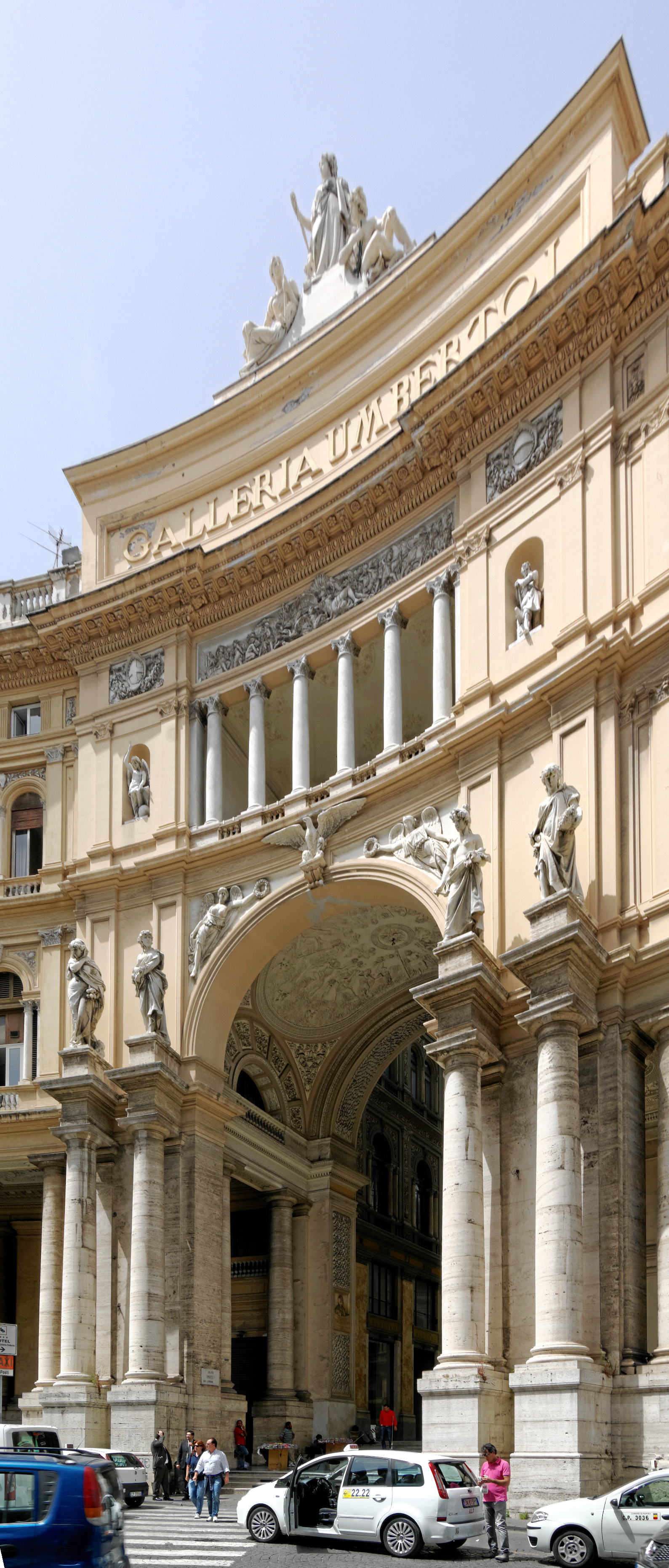
Головний вхід у галерею Умберто I в Неаполі.

Галерея Умберто I є публічною торговою галереєю в Неаполі на півдні Італії. Знаходиться прямо через дорогу від оперного театру Сан-Карло . Будинок був побудований в період 1887—1891, і є наріжним каменем в багаторічній реконструкції Неаполя, що називалася risanamento (букв. «робити здоровим знову») і тривала аж до першої світової війни. Він був спроектований Емануеле Рокко, який використовував модерні архітектурні елементи, що нагадують Галерею Вітторіо Емануеле II в Мілані. Галерею названо на честь Умберто I, Короля Італії під час будівництва. Галерея була покликана об'єднати бізнеси, магазини, кафе і суспільне життя — громадський простір — з особистим простором у квартирах на третьому поверсі.
Галерея — це висока і простора хрестоподібна споруда, увінчана скляним куполом з 16 металевих ребер. З чотирьох склепінчастих крил з заліза і скла одне виходить на via Toledo (via Roma), що є, як і раніше, головною магістраллю міста, а друге виходить на театр Сан-Карло. Галерея повернулася в активний центр неаполітанського суспільного життя після довгих років занепаду. Будівля є частиною в списку ЮНЕСКО історичного центру Неаполя як Всесвітня спадщина.

Галерея Умберто — це місце дії твору The Gallery (1947) американського письменника Джона Хорна Бернса (1916—1953) на основі його досвіду як американського солдата в Неаполі незабаром після визволення міста.

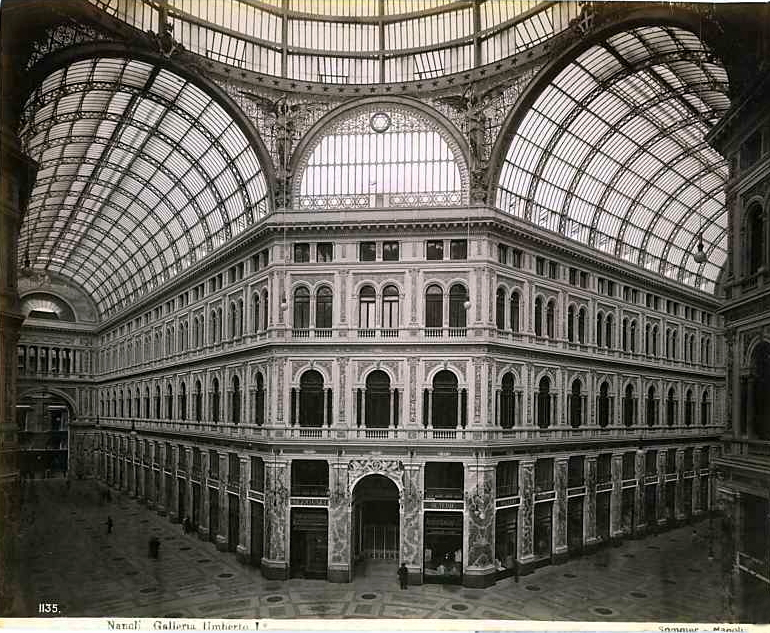
Галерея Умберто I в 1900 році
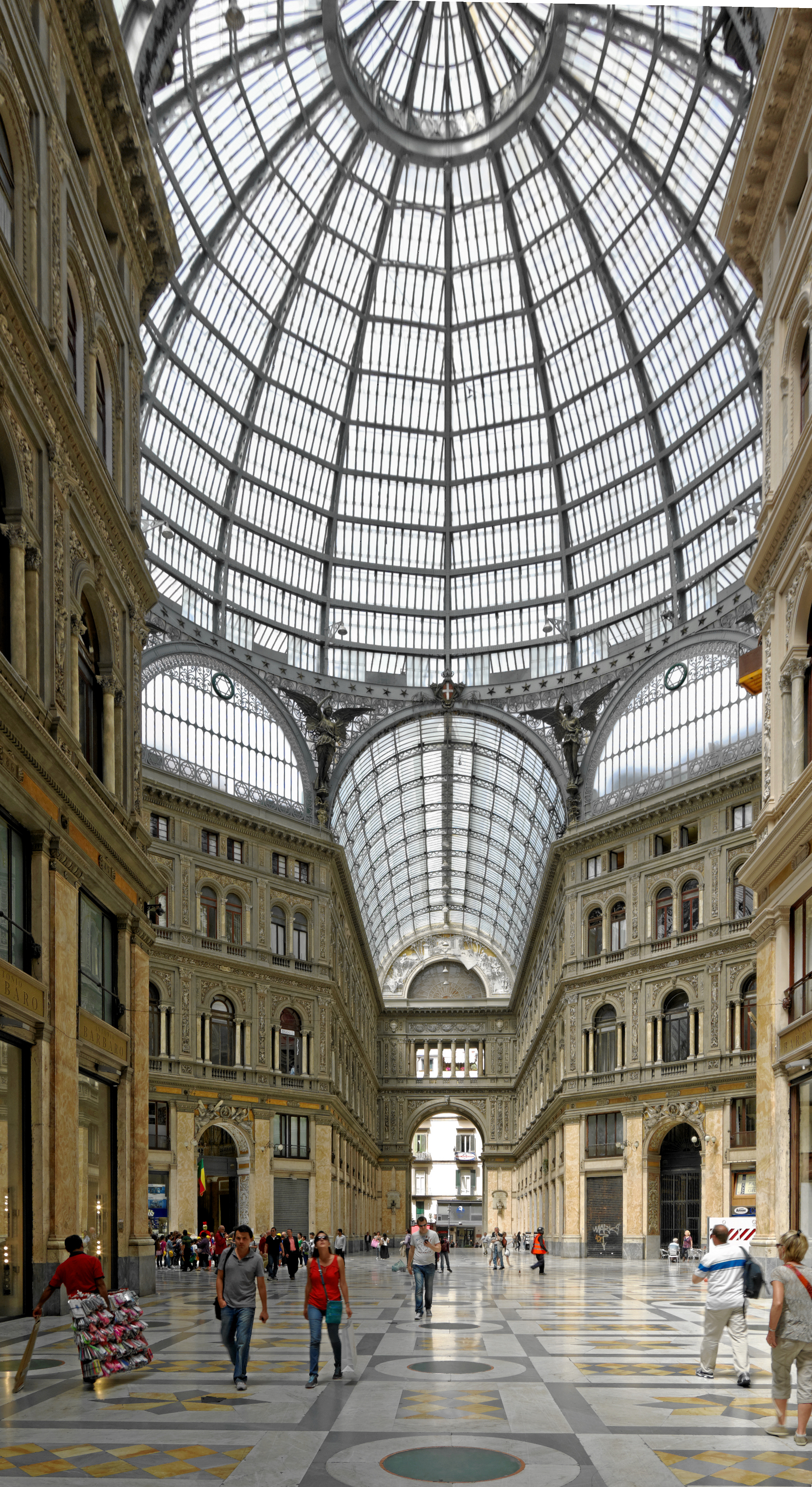
Інтер'єр
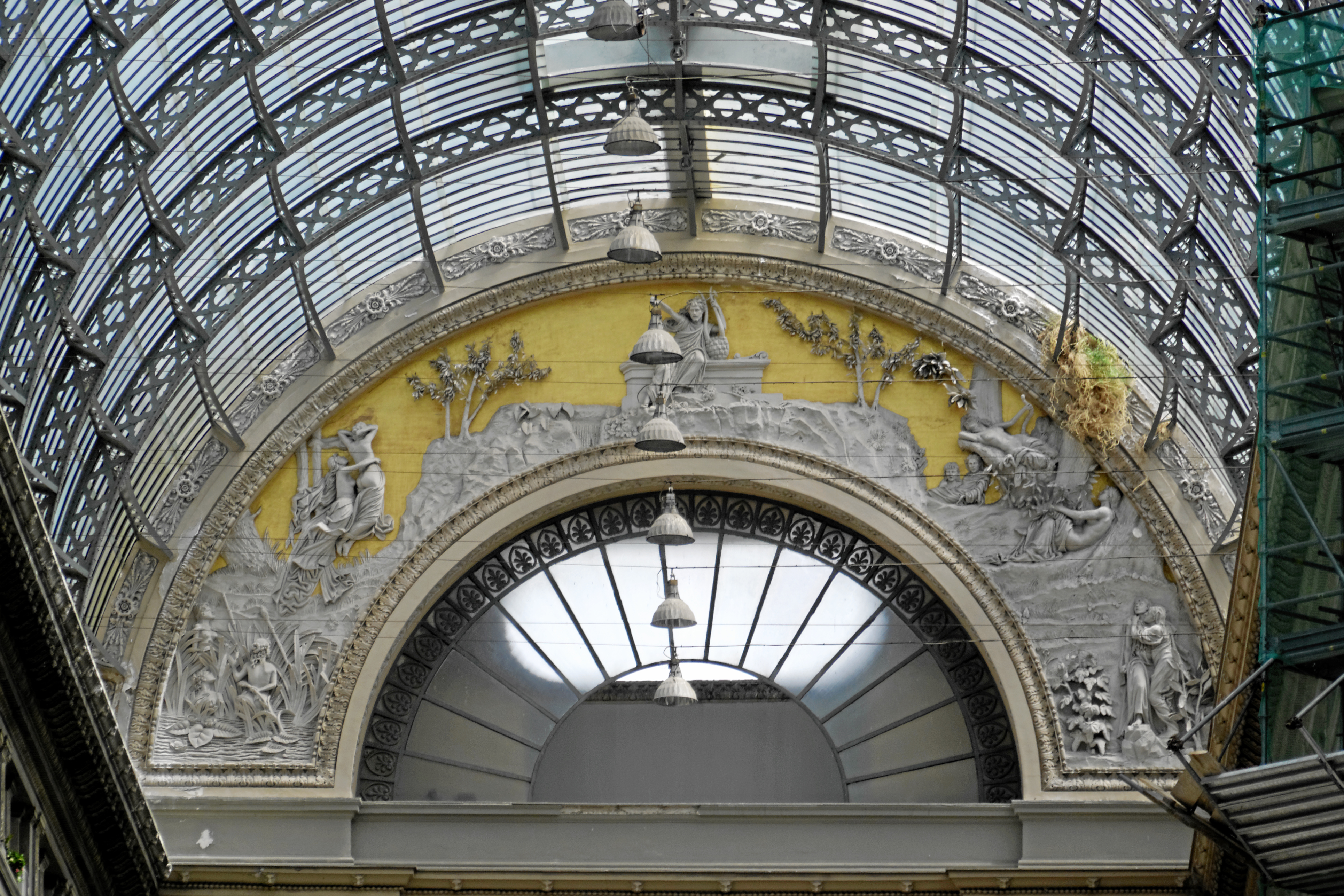
Деталь одного крила
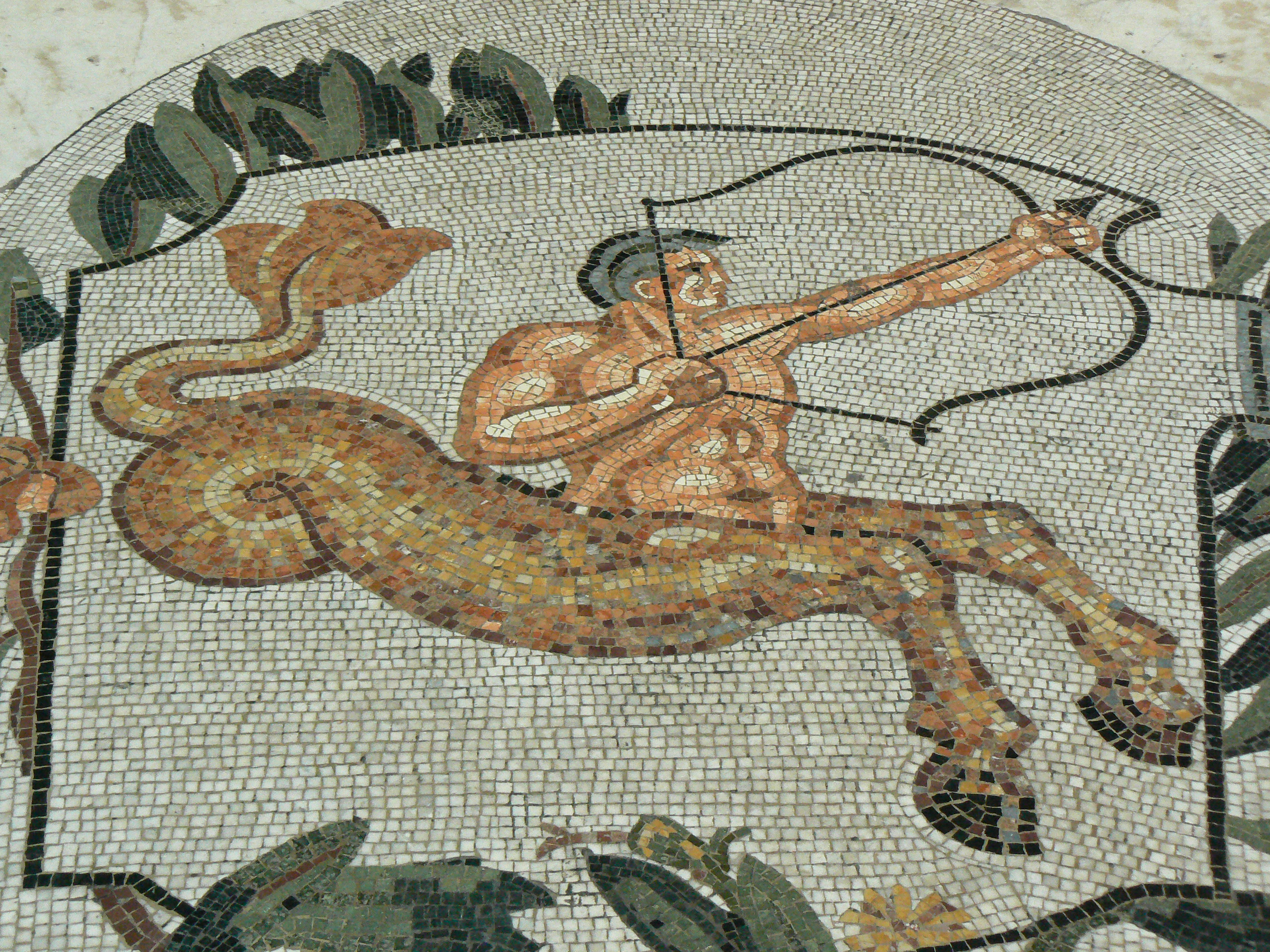
Деталь підлоги
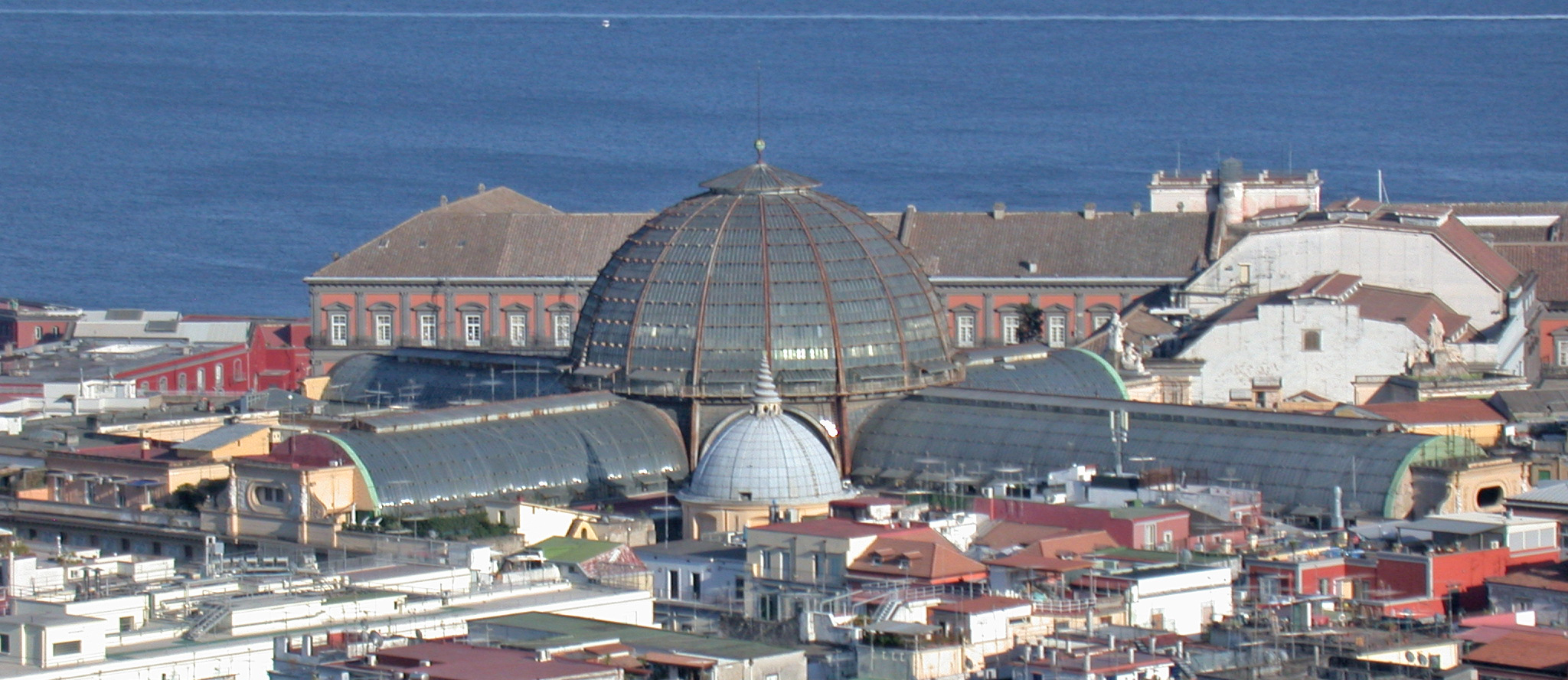
Галерея Умберто I зверху
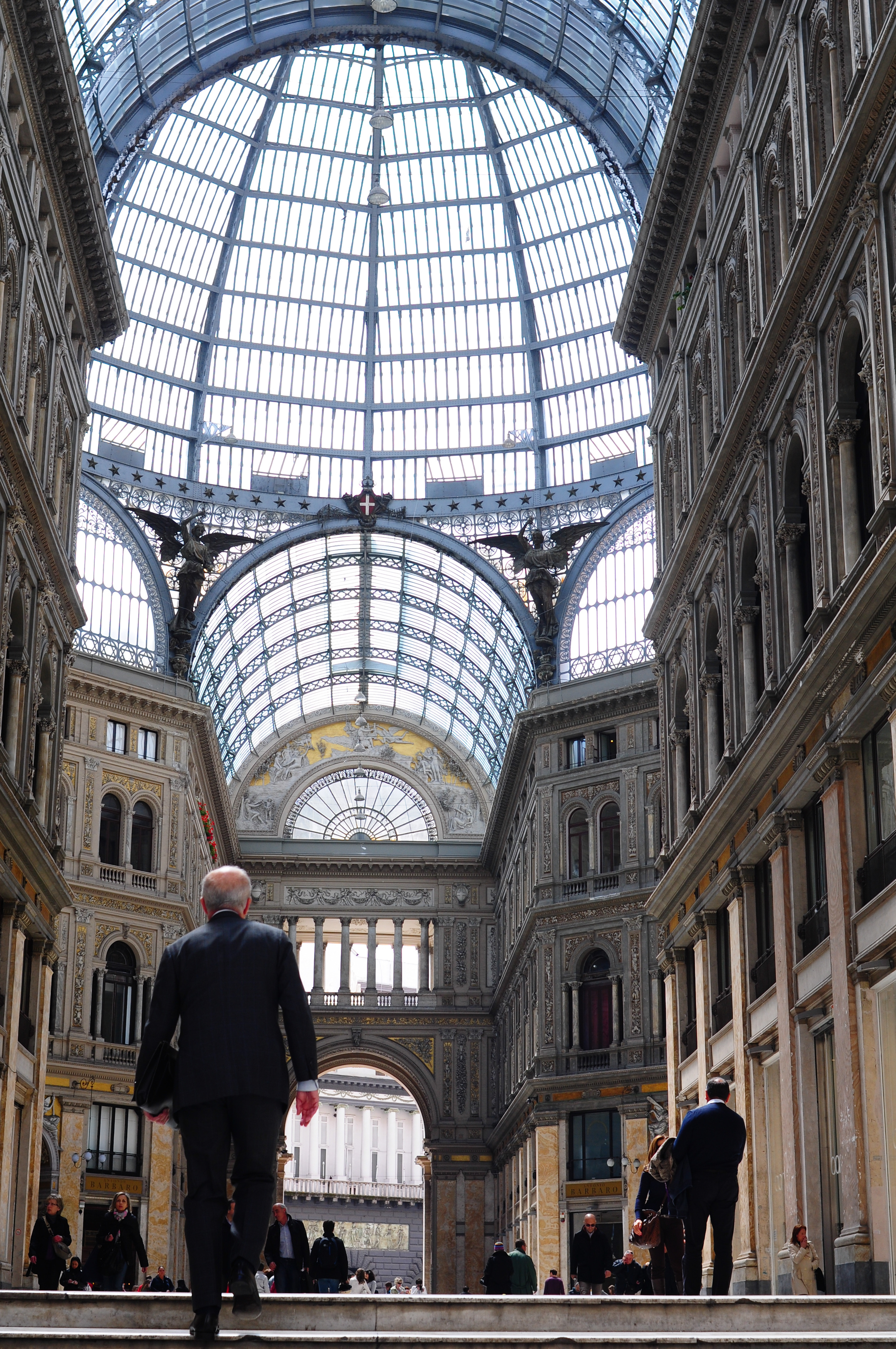
Інтер'єр галереї Умберто I. Неаполь